# Cisujen
Cisujen is een bestuurslaag in het regentschap Cianjur van de provincie West-Java, Indonesië. Cisujen telt 3126 inwoners (volkstelling 2010).